# Turniej w Tulonie 2010
Turniej w Tulonie 2010 – 38. edycja młodzieżowego turnieju piłkarskiego. Był rozgrywany w dniach 18–27 maja 2010 r.

## Zespoły
- Francja
- Kolumbia
- Wybrzeże Kości Słoniowe
- Japonia
- Chile
- Katar
- Rosja
- Dania

## Obiekty
- Aubagne
- Hyères
- La Seyne-sur-Mer
- Le Lavandou
- Nicea
- Tulon

## Wyniki

### Grupa A
| Reprezentacja            | Pkt | M | W | R | P | Br+ | Br- | +/- |
| ------------------------ | --- | - | - | - | - | --- | --- | --- |
| Francja                  | 9   | 3 | 3 | 0 | 0 | 8   | 2   | +6  |
| Wybrzeże Kości Słoniowej | 6   | 3 | 2 | 0 | 1 | 6   | 2   | +4  |
| Kolumbia                 | 3   | 3 | 1 | 0 | 2 | 3   | 4   | -1  |
| Japonia                  | 0   | 3 | 0 | 0 | 3 | 1   | 10  | -9  |

| 18 maja 2010 18:30 CEST | Wybrzeże Kości Słoniowej · Saré 2' · Déblé 26' (k) · Sagbo 65' | 3:0(2:0) | Japonia | Stade du Ray, Nicea Sędzia: Thomas Vejlgaard |
|                         |                                                                |          |         |                                              |

| 18 maja 2010 20:45 CEST | Francja · Schneiderlin 33' · Kitambala 44' | 2:0(2:0) | Kolumbia | Stade du Ray, Nicea Sędzia: Maksim Layushkin |
|                         |                                            |          |          |                                              |

| 20 maja 2010 18:00 CEST | Kolumbia | 0:2(0:0) | Wybrzeże Kości Słoniowej · 62' 66' Gohou | Stade Perruc, Hyères Sędzia: Khamis Al-Mari |
|                         |          |          |                                          |                                             |

| 20 maja 2010 20:45 CEST | Francja · Bourgeois 6' · Gueye 33' (k) · Butin 70' · Brahimi 72' | 4:1(2:1) | Japonia · 17' Suganuma | Stade Perruc, Hyères Sędzia: Jorge Osorio Reyes |
|                         |                                                                  |          |                        |                                                 |

| 22 maja 2010 19:00 CEST | Japonia | 0:3(0:3) | Kolumbia · 14' Calle · 32' Cardona · 34' Muriel | Le Grand Stade, Lavandou Sędzia: Thomas Veljgaard |
|                         |         |          |                                                 |                                                   |

| 22 maja 2010 19:00 CEST | Wybrzeże Kości Słoniowej · Sare 53' | 1:2(0:0) | Francja · 47' Nestor · 64'Dossevi | Stade de Lattre, Aubagne Sędzia: Jorge Osorio Reyes |
|                         |                                     |          |                                   |                                                     |

### Group B
| Reprezentacja | Pkt | M | W | R | P | Br+ | Br- | +/- |
| ------------- | --- | - | - | - | - | --- | --- | --- |
| Chile         | 7   | 3 | 2 | 1 | 0 | 10  | 3   | +7  |
| Dania         | 7   | 3 | 2 | 1 | 0 | 7   | 3   | +4  |
| Katar         | 1   | 3 | 0 | 1 | 2 | 5   | 9   | -4  |
| Rosja         | 1   | 3 | 0 | 1 | 2 | 3   | 10  | -7  |

| 19 maja 2010 18:30 CEST | Chile · Muñoz 12' · Abarca 14' · Toro 45' · Marco Medel 67' | 4:2(2:1) | Katar · 32' Alhaydos · 55' Yahya | Stade Marquet, La Seyne-sur-Mer Sędzia: Ryuji Sato |
|                         |                                                             |          |                                  |                                                    |

| 19 maja 2010 20:45 CEST | Dania · Bjelland 6' · Lyng 12' · Nielsen 56' | 3:1(2:1) | Rosja · 40' Dyadyun | Stade Marquet, La Seyne-sur-Mer Sędzia: Wimar Roldan Perez |
|                         |                                              |          |                     |                                                            |

| 21 maja 2010 18:00 CEST | Dania · Dalsgaard 3' · Nielsen 48' · Lyng 73' | 3:1(1:1) | Katar · 7' Alhaydos | Stade Mayol, Tulon Sędzia: Monetchet Leonard Nahi |
|                         |                                               |          |                     |                                                   |

| 21 maja 2010 20:45 CEST | Rosja | 0:5(0:1) | Chile · 36' Rubio · 45' Pavez · 55' Medel · 66' Martinez · 80+1' Ubilla | Stade Mayol, Tulon Sędzia: Abdel Ismail |
|                         |       |          |                                                                         |                                         |

| 23 maja 2010 19:00 CEST | Chile · Mena 49' | 1:1 | Dania · 47' Jessen | Le Grand Stade, Lavandou Sędzia: Ryuji Sato |
|                         |                  |     |                    |                                             |

| 23 maja 2010 19:00 CEST | Katar · Alhaydos 19' · Vlasov 75' (sam.) | 2:2(1:1) | Rosja · 4' Smolov · 57' Sapeta | Stade de Lattre, Aubagne Sędzia: Wilmar Roldán |
|                         |                                          |          |                                |                                                |

## Półfinały
| 25 maja 2010 21:00 CEST | Chile | 0:2 | Wybrzeże Kości Słoniowej · Sagbo 65' · Déblé 80+3' | Stade Mayol, Tulon Sędzia: Maxim Layushkin |
|                         |       |     |                                                    |                                            |

| 25 maja 2010 18:30 CEST | Francja · Butin 29' · Kitambala 68' | 2:3(1:1) | Dania · 24' (sam.) Kone · 48' 73' Bille | Stade Mayol, Tulon Sędzia: Abdel Ismai |
|                         |                                     |          |                                         |                                        |

## Mecz o 3 miejsce
| 27 maja 2010 18:30 CEST | Chile · Muñoz 53' | 1:20:1Raport | Francja · 12', 80' Kitambala | Stade Mayol, Tulon Sędzia: Khamis Al-Marri |
|                         |                   |              |                              |                                            |

## Finał
| 27 maja 2010 21:00 CEST | Wybrzeże Kości Słoniowej · Ouedraogo 19' · Gohu 39' · Sio 74' | 3:22:0Raport | Dania · 46' Nielsen · 80' Mortensen | Stade Mayol, Tulon Sędzia: Jorge Osorio Reyes |
|                         |                                                               |              |                                     |                                               |

## Strzelcy
5 goli
- Nicki Bille Nielsen

4 gole
- Lynel Kitambala

3 gole
- Hasan Alhaydos
- Gerard Bi Goua Gohou

2 gole
- Marco Medel
- Carlos Muñoz
- Emil Lyng
- Edouard Butin
- Bakary Saré
- Serge Déblé
- Yannick Anister Sagbo

1 gol
- Thibaut Bourgeois
- Yacine Brahimi
- Mathieu Dossevi
- Magaye Gueye
- Loïc Nestor
- Morgan Schneiderlin
- Juan Abarca
- Gerson Martínez
- Luis Pavez
- Matías Rubio
- Sebastián Toro
- Sebastián Ubilla
- Eugenio Mena
- Andreas Bjelland
- Henrik Dalsgaard
- Mads Jessen
- Patrick Mortensen
- Edwin Cardona
- Javier Calle
- Luis Muriel
- Ali Yahya
- Pavel Mamayev
- Fedor Smolov
- Alexander Sapeta
- Shunya Suganuma
- Abdul Moustapha Ouedraogo
- Giovanni Sio

Gole samobójcze
- Anton Vlasov (dla Kataru)
- Lamine Kone (dla Danii)